# Tipula (Yamatotipula) kennicotti
Tipula (Yamatotipula) kennicotti is een tweevleugelige uit de familie langpootmuggen (Tipulidae). De soort komt voor in het Nearctisch gebied.